# Frente da Liberdade do Afeganistão
A Frente para a Liberdade do Afeganistão é um grupo militante anti-Talibã que opera no Afeganistão. Em algumas partes do país, esse grupo e a Frente de Resistência Nacional colaboram em operações anti-talibãs.
A Frente para a Liberdade do Afeganistão teria tentado recrutar combatentes pró-Frente de Resistência Nacional, colocando em perspectiva o atrativo desta última sendo limitado aos tadjiques e aos grupos pró-Jamiat-e Islami.

## Liderança
De acordo com a Voice of America, Yasin Zia é considerado um dos líderes. Ele está supostamente trabalhando com oficiais da Frente de Resistência Nacional, incluindo Ahmad Massoud, para obter armas e apoio para uma frente anti-Talibã. Isto inclui viajar para obter apoio para a Frente de Resistência Nacional.

## Localizações
Segundo um representante da Frente para a Liberdade do Afeganistão, o grupo é móvel, mas opera no vale Salang, na província de Parwan; nos distritos de Andarab e Khost-Farang na província de Baghlan; no distrito de Ishkamish na província de Takhar, bem como nas províncias de Sar-e-Pol, Nuristão e Faryab.